# Lotta libera ai Giochi della XIX Olimpiade - Pesi medio-massimi
La competizione della categoria pesi medio-massimi (fino a 97 kg) di lotta libera dei Giochi della XIX Olimpiade si è svolta dal 17 al 20 ottobre 1968 all'Arena Insurgentes di Città del Messico.

## Formato
Ad ogni incontro venivano assegnate penalità secondo il risultato.
Con sei penalità o più il lottatore veniva eliminato.

## Risultati
| Legenda                                  | Legenda |
| ---------------------------------------- | ------- |
| Lottatore con 6 penalità o più Eliminato |         |

### 1º Turno
Si è disputato il 17 ottobre
| Vincitore              | Pen. | Risultato   | Sconfitto      | Pen. |
| ---------------------- | ---- | ----------- | -------------- | ---- |
| Jess Lewis             | 1    | Ai Punti    | Gerd Bachmann  | 3    |
| Shunichi Kawano        | 1    | Ai Punti    | Nicolae Neguţ  | 3    |
| Ryszard Długosz        | 0    | Schienata   | Alexis Nihon   | 4    |
| Khorloogiin Bayanmönkh | 0,5  | Superiorità | Ed Millard     | 3,5  |
| József Csatári         | 1    | Ai Punti    | Peter Jutzeler | 3    |
| Shota Lomidze          | 0,5  | Superiorità | Heinz Kiehl    | 3,5  |
| Moslem Eskandar-Filabi | 0,5  | Superiorità | Daniel Verník  | 3,5  |
| Ahmet Ayık             | 1    | Ai Punti    | Said Mustafov  | 3    |

### 2º Turno
Si è disputato il 18 ottobre
| Vincitore              | Pen. | Risultato  | Sconfitto              | Pen. |
| ---------------------- | ---- | ---------- | ---------------------- | ---- |
| Jess Lewis             | 2    | Ai Punti   | Shunichi Kawano        | 4    |
| Gerd Bachmann          | 5    | = Parità = | Nicolae Neguţ          | 5    |
| Ed Millard             | 4,5  | Ai Punti   | Ryszard Długosz        | 3    |
| Khorloogiin Bayanmönkh | 0,5  | Schienata  | Alexis Nihon           | 8    |
| Peter Jutzeler         | 4    | Ai Punti   | Moslem Eskandar-Filabi | 3,5  |
| Shota Lomidze          | 1,5  | Ai Punti   | József Csatári         | 4    |
| Said Mustafov          | 3    | Schienata  | Daniel Verník          | 7,5  |
| Ahmet Ayık             | 1    | Esentato   |                        |      |
| Heinz Kiehl            | -    | Ritirato   |                        |      |

### 3º Turno
Si è disputato il 19 ottobre
| Vincitore              | Pen. | Risultato  | Sconfitto              | Pen. |
| ---------------------- | ---- | ---------- | ---------------------- | ---- |
| Ahmet Ayık             | 3    | = Parità = | Jess Lewis             | 4    |
| Gerd Bachmann          | 6    | Ai Punti   | Shunichi Kawano        | 7    |
| Ryszard Długosz        | 4    | Ai Punti   | Nicolae Neguţ          | 8    |
| József Csatári         | 4    | Schienata  | Ed Millard             | 8,5  |
| Khorloogiin Bayanmönkh | 1,5  | Ai Punti   | Peter Jutzeler         | 7    |
| Shota Lomidze          | 2,5  | Ai Punti   | Moslem Eskandar-Filabi | 6,5  |
| Said Mustafov          | 3    | Esentato   |                        |      |

### 4º Turno
Si è disputato il 19 ottobre
| Vincitore      | Pen. | Risultato | Sconfitto              | Pen. |
| -------------- | ---- | --------- | ---------------------- | ---- |
| Said Mustafov  | 4    | Ai Punti  | Jess Lewis             | 7    |
| Ahmet Ayık     | 4    | Ai Punti  | Ryszard Długosz        | 7    |
| József Csatári | 5    | Ai Punti  | Khorloogiin Bayanmönkh | 4,5  |
| Shota Lomidze  | 2,5  | Esentato  |                        |      |

### 5º Turno
Si è disputato il 20 ottobre
| Vincitore      | Pen. | Risultato  | Sconfitto              | Pen. |
| -------------- | ---- | ---------- | ---------------------- | ---- |
| Ahmet Ayık     | 4    | Schienata  | Khorloogiin Bayanmönkh | 8.5  |
| Shota Lomidze  | 5    | = Parità = | Said Mustafov          | 6,5  |
| József Csatári | 5    | Esentato   |                        |      |

### Girone Finale
| Vincitore     | Pen. | Risultato  | Sconfitto      | Pen. |
| ------------- | ---- | ---------- | -------------- | ---- |
| Shota Lomidze | 1    | Ai Punti   | József Csatári | 3    |
| Ahmet Ayık    | 0    | Schienata  | József Csatári | 7    |
| Ahmet Ayık    | 2    | = Parità = | Shota Lomidze  | 3    |

## Classifica finale
| Pos.    | Atleta                 | Nazione          |
| ------- | ---------------------- | ---------------- |
| Oro     | Ahmet Ayık             | Turchia          |
| Argento | Shota Lomidze          | Unione Sovietica |
| Bronzo  | József Csatári         | Ungheria         |
| 4       | Said Mustafov          | Bulgaria         |
| 5       | Khorloogiin Bayanmönkh | Mongolia         |
| 6       | Ryszard Długosz        | Polonia          |
| 6       | Jess Lewis             | Stati Uniti      |
| 8       | Gerd Bachmann          | Germania Est     |
| 9       | Moslem Eskandar-Filabi | Iran             |
| 10      | Shunichi Kawano        | Giappone         |
| 10      | Peter Jutzeler         | Svizzera         |
| 12      | Nicolae Neguţ          | Romania          |
| 13      | Ed Millard             | Canada           |
| 14      | Daniel Verník          | Argentina        |
| 15      | Alexis Nihon           | Bahamas          |
| 16      | Heinz Kiehl            | Germania Ovest   |